# Césure (métrique)
Pour les articles homonymes, voir césure.
Une césure est l'endroit où, à partir d'une certaine longueur, les vers sont, dans les métriques de nombreuses cultures, assez généralement subdivisés en plusieurs « parties » ou composants. On nomme césure le lieu où s'articulent ces composants.

## Métrique antique
La césure des mètres antiques obéit à des règles particulières. L'hexamètre dactylique admet ainsi plusieurs césures :
- la césure trihémimère, située après le troisième demi-pied, souvent combinée en latin être avec la hephthémimère :
| — ∪ ∪ | — // — | — ∪ ∪ | — // — | — ∪ ∪ | — — |
Sceptra tenens // mollitque animos // et temperat iras[1]

- la césure trochaïque, située entre les deux brèves du troisième pied dactylique :
| — — | — ∪ ∪ | — ∪ // ∪ | — ∪ ∪ | — ∪ ∪ | — ∪ |
Spargens umida mella // soporiferumque papaver[2]

- la césure penthémimère, située après le cinquième demi-pied :
| — ∪ ∪ | — — | — // — | — ∪ ∪ | — ∪ ∪ | — ∪ |
Nos patriae fines // et dulcia linquimus arva[3]

- la césure hephthémimère, située après le septième demi-pied (souvent combinée en latin être avec la trihémimère) :
| — ∪ ∪ | — ∪ ∪ | — — | — // — | — ∪ ∪ | — ∪ |
Obruit Auster aqua involvens // navemque virosque[4]

- la césure bucolique entre quatrième et cinquième pied :
| — ∪ ∪ | — ∪ ∪ | — — | — ∪ ∪ // — ∪ ∪ | — — |
Parcite, oves, nimium procedere : non bene ripae

Creditor…
La césure du pentamètre dans le distique élégiaque est la suivante (elle figure en gras) :

| — ∪ ∪ | — ∪ ∪ | — ∪ ∪ | — ∪ ∪ | — ∪ ∪ | — ∪ |

| — ∪ ∪ | — ∪ ∪ | —  // — ∪ ∪ | — ∪ ∪ | — |

## Métrique française
Dans la métrique française, médiévale et classique, seuls les décasyllabes et les alexandrins entrent dans la catégorie des vers « longs » ou « composés ». La place de la césure est fixe : dans l'alexandrin, elle délimite deux hémistiches ou sous-vers de même longueur, soit six syllabes :
Je suis romaine, hélas, // puisque mon époux l'est. (Pierre Corneille, Horace, 1re édition).
Dans le décasyllabe ordinaire, les deux sous-vers sont respectivement de quatre et six syllabes :
Le temps s'en va, // le temps s'en va ma Dame (Pierre de Ronsard, Sonnets à Marie).
Les poètes post-classiques jouent avec la césure de l'alexandrin qui devient le lieu d'une tension, parfois proche de la rupture, entre le schéma métrique, qui reste immuablement césuré 6//6, et la syntaxe, qui ne souffre aucune coupure coïncidant avec la césure :
Et la tigresse épou//vantable d'Hyrcanie (Paul Verlaine, Dans la grotte).
On se gardera de confondre la césure avec les coupes. Alors que la césure est un fait métrique, qui appartient au schéma, ou modèle abstrait du vers (6//6 pour l'alexandrin), les coupes résultent d'une analyse rythmique de l'énoncé qui constitue un vers donné. N'importe quel énoncé, qu'il soit en prose ou en vers, se prête à une analyse rythmique subjective et spécifique fondée sur ses accents toniques. Seuls les vers composés ont une césure.
Selon une règle aussi traditionnelle que floue, la césure devrait coïncider avec la fin d'un sens. En pratique, les théoriciens de la période classique, comme Lancelot ou Richelet, ont souvent tenté de la formuler de manière plus précise, en énumérant des mots sur lesquels la césure ne saurait « tomber », comme les déterminants et les prépositions. Des vers dans lesquels la césure sépare une préposition de son régime, comme :
Devant elle & devant // le feu de son amour
Adieu, je m'en vais à // Paris pour mes affaires
sont jugés faux par Richelet. Quelle que soit la précision des règles formulées, il faut bien constater qu'il subsistera toujours des cas limites et des exceptions ponctuelles.
La nature de la césure a pu, aussi, évoluer avec le temps et le style. Si, à la période classique, les syllabes féminines non élidées sont bannies aussi bien de la césure que de la position subséquente (syllabes 4 et 5 des décasyllabes, syllabes 6 et 7 des alexandrins), il n'en va pas de même avant le XVIe siècle. Ainsi, et pour reprendre le premier vers d'Athalie qui, dans la quasi-totalité des traités de métrique, sert à ce type de démonstration :
Oui, je viens dans son temple // adorer l'Éternel
est un alexandrin correctement construit, parce que la syllabe féminine de temple est élidée. Par contre :
Oui, je viens dans son temple // pour prier l'Éternel
contrevient aux règles classiques car il comprend une syllabe surnuméraire à la césure. Une césure de ce type est par contre courante dans la poésie épique du Moyen Âge (Chanson de geste), d'où la dénomination de césure épique qu'elle reçoit parfois. On trouve occasionnellement de telles césures jusque dans les œuvres de jeunesse de Clément Marot.
Je viens dans son temple // pour prier l'Éternel
est tout aussi fautif selon les règles classiques car la syllabe féminine, non-élidée, coïncide avec la césure, on pourrait parler de césure lyrique. Cette césure est en effet courante chez les trouvères, et les poètes lyriques qui leur succèdent, au moins jusqu'à Charles d'Orléans.
Enfin, dans :
Oui, je viens dans son tem//ple prier l'Éternel
également impossible en versification classique car la syllabe qui suit la césure est féminine et non-élidée, on pourra reconnaître une césure enjambante ou italienne, césure qui n'apparaît que par accident dans la poésie médiévale française.